# Огирчук, Анатолий Степанович
Анатолий Степанович Огирчук (16 апреля 1947, Баку — 21 августа 2005, Томск) — советский футболист, нападающий, полузащитник. Мастер спорта СССР. Тренер, судья.
Воспитанник бакинского футбола. В чемпионате СССР играл за клубы «Нефтяник» Баку (1965—1966 — 7 матчей) и «Шахтёр» Донецк (1967—1969 — 22 матча, 2 гола). Полуфиналист Кубка СССР 1967/68. Играл за клубы низших лиг «Азовец» Жданов (1970), СКА Киев (1970—1971), «Кривбасс» Кривой Рог (1972), «Торпедо» Томск (1974—1976).
Тренер в томской команде в 1978—1982 годах. Работал футбольным судьёй. С 1993 года до смерти — тренер в ДЮСШ № 17 Томска.
Скончался в августе 2005 года в возрасте 58 лет.
Проводится открытый Кубок Томска по футболу памяти Огирчука.
Младший брат[уточнить] Валерий Борисович Огирчук (1958—2021) — футболист, тренер, судья.
Два сына занимались футболом на любительском уровне; Анатолий (род. 1978) в 1995 году сыграл два матча за «Томь» во второй лиге и Кубке России.